# Simfonia núm. 6 (Dvořák)
La Simfonia núm. 6, op. 60, d'Antonín Dvořák va ser composta entre el 27 d'agost i el 15 d'octubre de 1880. Està en la tonalitat de re major. Es va estrenar a Praga el 25 de març de 1881, interpretada per l'Orquestra Filharmònica Txeca i sota la direcció d'Adolf Čech. Es va publicar com la primera simfonia del compositor, que rebutjava les cinc primeres. En principi, aquesta obra era un encàrrec de Hans Richter i la Filharmònica de Viena, però per motius polítics no va poder ser estrenada en aquesta ciutat.